# 문사운드
문사운드(Moonsound)는 1995년 틸버그 컴퓨터 페어(Tilburg Computer Fair)에서 출시된 MSX 가정용 컴퓨터 시스템용 사운드 카드의 이름이다. 전자 엔지니어 헨리크 길바드(Henrik Gilvad)가 디자인하고 선라이즈 스위스가 반 취미로 제작했다.
이는 마이크로소프트 미국 지사가 MSX 시스템을 포기하고 대신 IBM PC에 초점을 맞춘 후에 출시되었다. 이 이름은 사람들이 하드웨어 플러그인 신시사이저를 사용하도록 작성된 문블라스터(Moonblaster) 소프트웨어에서 유래되었다.

## 개요
야마하 YMF278(OPL4) 사운드 칩을 기반으로 하며 18채널의 FM 합성은 물론 24채널의 12비트 및 16비트 샘플 기반 합성도 가능하다. 멀티샘플링된 기기가 포함된 2MB 기기 ROM은 당시에는 흔하지 않았다. 공장에서는 사용자 샘플을 위한 128KB SRAM 칩 1개가 장착되어 출시되었다.

## 역사
2세대가 만들어졌다. 첫 번째는 상자가 없는 소형 PCB이다. 나중에 MSX 카트리지에 맞는 더 큰 크기의 PCB가 출시되었다. 최신 버전에는 2개의 샘플 SRAM 칩을 위한 공간이 있어 1MB의 압축된 사용자 샘플이 생성되었다.

## 음향 효과
코러스, 딜레이, 리버브와 같은 음향 효과는 비용, 크기 및 유용성 이유로 생략되었다. 야마하 이펙트 칩에는 고유한 특수 메모리가 필요하며 이펙트 라우팅이 기본이다. 18개의 FM 채널과 24개의 샘플 기반 사운드 채널은 모두 동일한 효과 설정을 공유한다. 창의적인 스텝타임 시퀀서 프로그래머는 오버더빙이나 전용 채널을 사용하여 딜레이 및 스테레오 패닝으로 음을 반복함으로써 코러스, 리버브 및 딜레이와 같은 의사 효과를 만들었다. 이는 효과적이지만 가능한 음악적 복잡성을 빠르게 줄여준다.

## 같이 보기
- 칩튠